# Det Unge Akademi
Det Unge Akademi (DUA) er en selvstændig enhed under Det Kongelige Danske Videnskabernes Selskab og blev oprettet i 2011 som et nyt videnskabeligt forum for unge, talentfulde forskere i Danmark.
Det Unge Akademi er tværvidenskabeligt og beskæftiger sig bl.a. med forskningspolitiske problemstillinger, forskningsformidling til et bredt publikum og tværfagligt samarbejde.
Medlemmerne mødes i Videnskabernes Selskabs lokaler på hjørnet af H. C. Andersens Boulevard og Dantes Plads i København ca. en gang om måneden. Der optages i snit otte medlemmer om året og medlemskab løber i fem år.

## Organisation
Det Unge Akademi sigter mod at styrke grundforskning og den tværfaglige vidensudveksling mellem akademiske videnskaber. Medlemmerne er aktive inden for den danske universitetsverden, og normalt ansøges om medlemskab 3-7 år efter opnået ph.d.-grad. 
Rådet er det ledende organ for Det Unge Akademi og består af fem medlemmer: formand, næstformand og en repræsentant fra hvert af Det Unge Akademis tre stående udvalg. Rådet vælges af medlemmerne for et år af gangen.
Det Unge Akademi har tre stående udvalg:
- Forskningspolitisk Udvalg: Udvalget beskæftiger sig med de politiske rammer og problemstillinger, som har indflydelse på yngre forskeres virke i Danmark.

- Formidlingsudvalget: Udvalget arbejder med at formidle forskning bredt til offentligheden og ønsker at inspirere unge mennesker til at vælge en forskerkarriere.

- Samarbejdsudvalget: Udvalget arbejder med initiativer, som styrker det tværfaglige samarbejde blandt Akademiets medlemmer.

Alle medlemmer af Det Unge Akademi er medlem af mindst ét udvalg, og deltager aktivt i udvalgsarbejdet både på og mellem møderne.
Videnskabernes Selskabs Præsidium fører tilsyn med Det Unge Akademis generelle virke, og Det Unge Akademi bistås i sit arbejde af Videnskabernes Selskabs Sekretariat.

## Aktiviteter
Det Unge Akademi arbejder for at sætte fokus på problemstillinger og vilkår som påvirker yngre forskeres virke ved de danske universiteter. Det Unge Akademi deltager jævnligt i den forskningspolitiske debat via debatindlæg i den skrevne presse og samarbejder med en række aktører i dansk forsknings- og uddannelsespolitik. Blandt andet har akademiet etableret en forsker-politiker-praktikordning, hvor medlemmer af Folketingets Uddannelses- og Forskningsudvalg har været i en dags praktik hos en forsker og omvendt.[kilde mangler] Ligeledes har Det Unge Akademi bidraget til at spørgeskemaundersøgelser hvor forskeres vurdering af den ideelle forskningsbevilling er blevet undersøgt. Det Unge Akademi organiserer og deltager i forskningsformidling til forskellige målgrupper i samfundet, fx gennem samarbejde med festivallen Bloom Arkiveret 18. februar 2020 hos  Wayback Machine og videnskab.dk Arkiveret 8. februar 2020 hos  Wayback Machine. Det Unge Akademi iværksætter desuden en række aktiviteter, der sigter til større tværfaglig forståelse og udbytte.
Videnskabsklubben er et omfattende ekstrakurrikulært initiativ for elever i landets folkeskoler og gymnasier, der er vokset ud af Det Unge Akademi, og nu har fire fuldtidsansatte samt et antal studentermedhjælpere. Klubben holder til i Videnskabernes Selskabs lokaler, blev skabt i 2014 af medlemmerne Petrine Wellendorph og Rikke Schmidt Kjærgaard, nu begge alumner, og ledes p.t. af sidstnævnte.
Der udgives hvert år et årsskrift, hvori yderligere beskrivelser af Det Unge Akademis aktiviteter forefindes.

## Det Unge Akademis Logo
Det Unge Akademis logo er designet med inspiration fra Videnskabernes Selskabs segl. Griffen indgår i Selskabets segl, og er hovedfokus i Det Unge Akademis logo.

## Formandskab for Det Unge Akademi (Formand, næstformand)
- 2011/2012: Emil Bjerrum-Bohr, Petrine Wellendorph
- 2013: Rubina Raja, Thomas Bjørnskov Poulsen
- 2014: Jacob Sherson, Pia Quist
- 2015: Karen Gram-Skjoldager, Steffen Dalsgaard
- 2016: Nikolaj Zinner, Tine Jess
- 2017: Mikkel Bille, Nikolaj Zinner
- 2018: Kristine Niss, Birgitte Rahbek Kornum
- 2019: Henrik Dimke, Kristine Niss
- 2020: Henrik Dimke, Karen Vallgårda
- 2021: Karen Vallgårda, Niels Martin Møller
- 2022: Kristoffer Kropp, Kirsten Marie Ørnsbjerg Jensen
- 2023: Rune Busk Damgaard, Birgitte Beck Pristed

## Alumner
2011-2016
·       Alicia Lundby (Proteinforskning)
·       Anders Søgaard (Datalingvistik og maskinlæring)
·       Emil Bjerrum Bohr (Teoretisk fysik)
·       Fredrik Norland Hagen (Egyptologi)
·       Jonathan Adams (Nordisk filologi)
·       Kresten Lindorff-Larsen (Biokemi og biofysik)
·       Kristin Veel (Kunst- og kulturvidenskab)
·       Petrine Wellendorph (Molekylær neurofarmakologi)
·       Pia Quist (Sociolingvistik)
·       Rubina Raja (Klassisk arkæologi)
·       Thomas Bjørnskov Poulsen (Kemisk biologi)
·       Thomas Habekost (Kognitiv neuropsykologi)
·       Vibe Gedsø Frøkjær (Hjernebiologi)
·       Sune Haugbølle (Mellemøststudier og sociologi)
·       Tais Wittchen Dahl (Geologi, geofysik, biogeokemi)
2012-2017
·       Ala Trusina (Biofysik)
·       Jacob Sherson (Kvantefysik)
·       Mikkel Gerken (Filosofi)
·       Rebecca Adler-Nissen (International politik)
·       Rikke Schmidt Kjærgaard (Datavisualisering og visuel kommunikation)
·       Sune Lehmann (Fysik/komplekse systemer/netværksvidenskab)
·       Tine Jess (Medicin)
2013-2018
·       Casper Sylvest (Historie og statskundskab)
·       Eline Lorenzen (Biologi, evolution og naturhistorie)
·       Hussam Nour-Eldin (Plantemolekylærbiologi/bioteknologi)
·       Karen Gram-Skjoldager (Historie)
·       Lotte Thomsen (Socialpsykologi og udviklingspsykologi)
·       Mikkel Bille (Antropologi)
·       Nikolaj Zinner (Fysik)
·       Steffen Dalsgaard (Antropologi/videnskabs- og teknologistudier)
2015-2020
·       Anders Engberg-Pedersen (Litteratur- og kulturvidenskab)
·       Birgitte Kornum (Molekylær søvnbiologi)
·       Bjørn Panyella Pedersen (Strukturel biologi)
·       Casper Andersen (Idéhistorie)
·       Elisenda Feliu (Matematisk biologi)
·       Kristine Niss (Fysik)
·       Mads Toudal Frandsen (Teoretisk partikelfysik)
·       Michael Bang Petersen (Statskundskab)
·       Søren Besenbacher (Menneskelig Genetik)
2016-2021
·      Andreas Bandak (Komparative kulturstudier)
·      Anne Katrine de Hemmer Gudme (Teologi, Det Gamle Testamente)
·      Henrik Dimke (Fysiologi)
·      Ida Moltke (Populationsgenetik og statistisk genetik)
·      Liselotte Jauffred (Biofysik)
·      Nina Lock (Kemi)
·      Peter Dalsgaard (Interaktionsdesign)
·      Rasmus Bjørk (Fysik, energikonvertering)
·      Thomas Just Sørensen (Kemi)
·      Tune H. Pers (Biologi, bioinformatik)
2017-2022
·      Carsten Levisen (Lingvistik)
·      Dorthe Bomholdt Ravnsbæk (Kemi)
·      Kasper Green Larsen (Datalogi)
·      Knud Jønsson (Biologi)
·      Kristian Cedervall Lauta (Jura)
·      Niels Martin Møller (Matematik, matematisk fysik)
·      Signe Normand (Biologi)
2018-2023
·      Christian Suhr (Antropologi)
·      Christoffer Clemmensen (Biologi, humanbiologi)
·      Karen Vallgårda (Historie)
·      Line Burholt Kristensen (Lingvistik, psykolingvistik)
·      Mathias Danholt (Kunsthistorie)
·      Naia Morueta-Holme (Biologi, makroøkologi)
·      Victor Silva Aguirre (Astronomi)